# Думлер, Александр Филиппович
Александр Филиппович Думлер (15 июня 1955; Караганда, Казахская ССР) — казахстанский деятель, врач высшей категории.
Автор научных статей и публикаций по вопросам эпидемиологии особо опасных и карантинных инфекций в Западном Казахстане, профилактики малярии и борьбы с москитами и гнусом на побережье Каспийского моря и дельты реки Урал. Соавтор книги «Единой связаны судьбой» по истории организации и становления Ассамблеи народа Казахстана по Атырауской области (2005).

## Биография
Александр Филиппович Думлер родился 15 июня 1955 года в г. Караганде. Национальность — немец.
Женат. Супруга — Думлер Вера Антоновна (1956 г.р.). Дочь — Думлер Елена Александровна (1980 г.р.)

#### Образование, ученые степени, звания
В 1978 году окончил Карагандинский государственный медицинский институт по специальности специальность – гигиена, эпидемиология, санитария.
С 1992 по 1993 годы стажировался на базе Венгерского национального института профпатологии и охраны труда (г.Будапешт) и Международного института менеджмента и экологии (г.Бад-Гарцбург, Германия).

#### Трудовая и общественная деятельность
В 1978 году после окончания вуза направлен на работу в Гурьевскую (ныне – Атыраускую) область.
С 1978 по 1989 годы занимал различные должности в учреждениях санэпидслужбы области, городской, областной СЭС, медслужбе УВД Гурьевского облисполкома.
С 1989 по 1999 годы — главный государственный санитарный врач г. Атырау.
С 1995 по 1997 годы — Заместитель Председателя Ассамблеи народа Казахстана по Атырауской области.
С 1989 по 2018 – организатор и председатель ОО «Общество немцев Wiedergeburt Атырауской области». С 2018 года – почетный председатель и советник Атырауского общества немцев «Wiedergeburt»
С 2001 года 1-й вице-президент АО «Дезинфекция», с 2007 года заместитель генерального директора по производству ТОО «Атырауская областная дезинфекция».

## Выборные должности, депутатство
С 2003 по 2016 годы — Депутат Атырауского областного маслихата III, IV и V созывов.
С 24 марта 2016 года — Депутат Атырауского областного маслихата VІ созыва.
В настоящее время — куратор по направлению здравоохранения Атырауского филиала партии «Нур Отан»

## Награды
- Награждён орденами «Достык» ІІ степени (2005) и «Курмет» (2016).[2][3]
- Нагрудный знак «Отличник здравоохранения Республики Казахстан»
- Нагрудный знак «За вклад в развитие здравоохранения Республики Казахстан»
- Награждён личным благодарственным письмом Президента Республики Казахстан
- Награждён золотой медалью Ассамблеи народа Казахстана «Бірлік» и др.